# Бурский, Виктор Иванович
Виктор Иванович Бурский (род. 10 апреля 1938 года в Белинковичах, теперь Костюковичский район Могилевской области Белоруссии) — советский и белорусский политик и дипломат.

## Биография
С 1973 года — председатель Кобринского районного исполнительного комитета, с 1987 года — председатель Брестского областного совета.
С 15 февраля 1996 года назначен Чрезвычайным и Полномочным Послом Республики Беларусь в Польше, отставка — 10 марта 2000 года.
13 марта 1998 года награждён Почетной грамотой Совета Министров.